# Liste der Ehrenbürger von Hof
Die Stadt Hof im bayrischen Hochfranken gelangte 1810 an das Königreich Bayern. Seit dieser Zeit wurde einer Reihe von Politikern, Industriellen und Künstlern das Ehrenbürgerrecht verliehen. Nachfolgend die Auflistung:

## Die Ehrenbürger der Stadt Hof
1. Fischel Arnheim (* 23. Februar 1812 in Bayreuth; † 31. Januar 1864 in München)
Advokat und Notar, Landtagsabgeordneter des Wahlkreises Hof
Der aus Bayreuth stammende Arnheim hatte sich für den Bau der Eisenbahnstrecke von Hof über Oberkotzau nach Eger eingesetzt, der große Bedeutung für die Versorgung der Hofer Textilwirtschaft mit günstiger böhmischer Braunkohle zukam.
Verleihung am 28. September 1863
2. Gustav Münch-Ferber (* 1821 in Hof; † 23. März 1896 in Blankenhain)
Rittergutsbesitzer in Blankenhain bei Crimmitschau
Verleihung am 30. April 1889

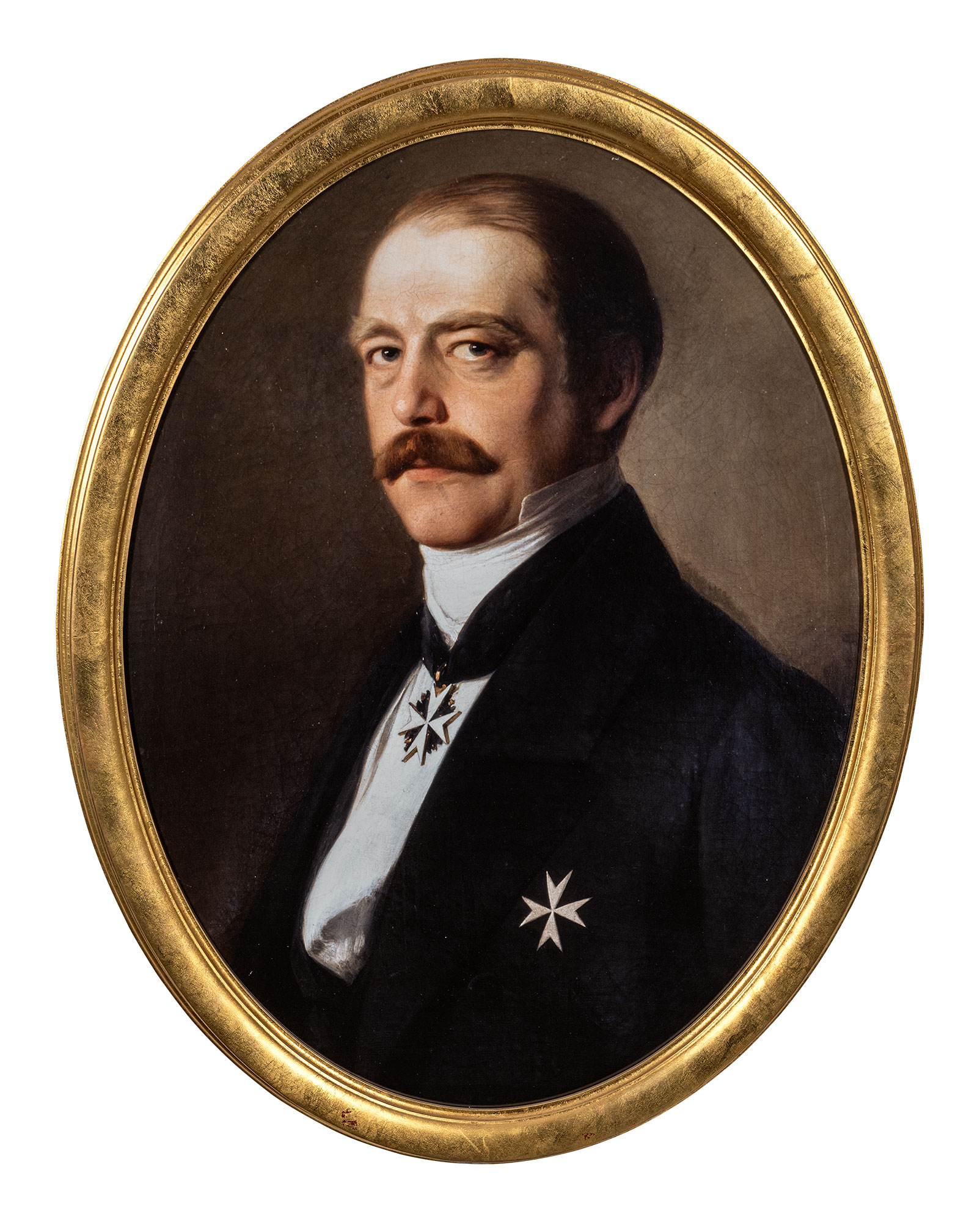
Otto von Bismarck
3. Otto von Bismarck (* 1. April 1815 in Schönhausen; † 30. Juli 1898 in Friedrichsruh bei Hamburg)
Reichskanzler
Verleihung am 1. April 1895
4. Nikolaus Rammensee (* 19. April 1826 in Helmbrechts; † 13. April 1913 in Hof)
Zimmerermeister; In den Jahren 1883 bis 1887 erbaute er zusammen mit dem Kaufmann Ebert auf seinem Gelände in der Fabrikzeile eine Mechanische Baumwollweberei für Kattune.
Rammensee war auch Gemeindebevollmächtigter und Magistratsrat.
Verleihung am 6. März 1906
5. Hans Högn (* 1904 in Hof; † 22. Mai 1980 ebenda)
ehemaliger Oberbürgermeister
Verleihung am 24. April 1970

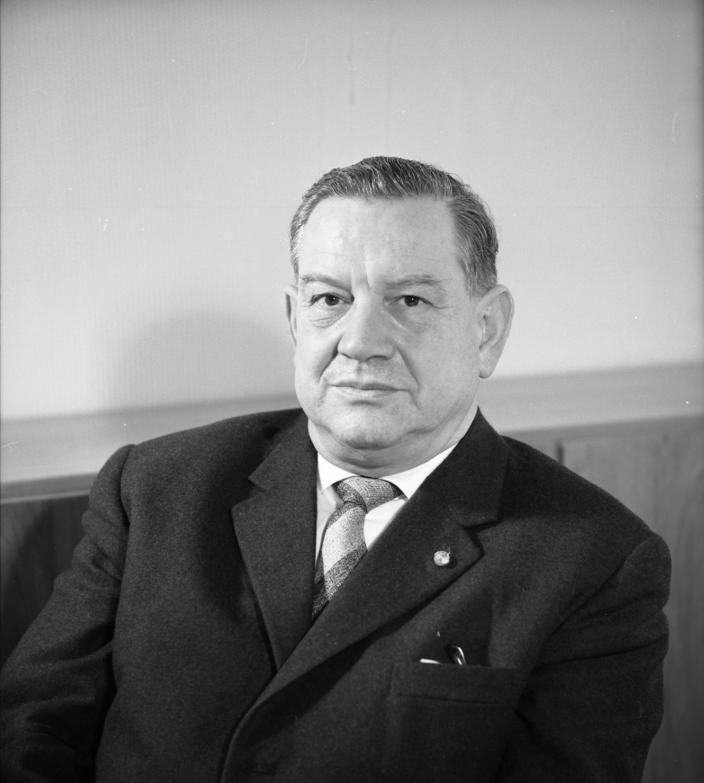
Alfons Goppel
6. Alfons Goppel (* 1. Oktober 1905 in Reinhausen; † 24. Dezember 1991 in Johannesberg)
1962 bis 1978 Ministerpräsident des Freistaates Bayern
Verleihung am 13. März 1981
7. Hans Heun (* 16. April 1927 in Hof; † 3. Dezember 2020 ebenda)
ehemaliger Oberbürgermeister
Verleihung am 20. März 1992
8. Hans Vießmann (* 1917 in Hof; † 30. März 2002 ebenda)
Ingenieur und Fabrikant
Verleihung am 24. Juli 1992

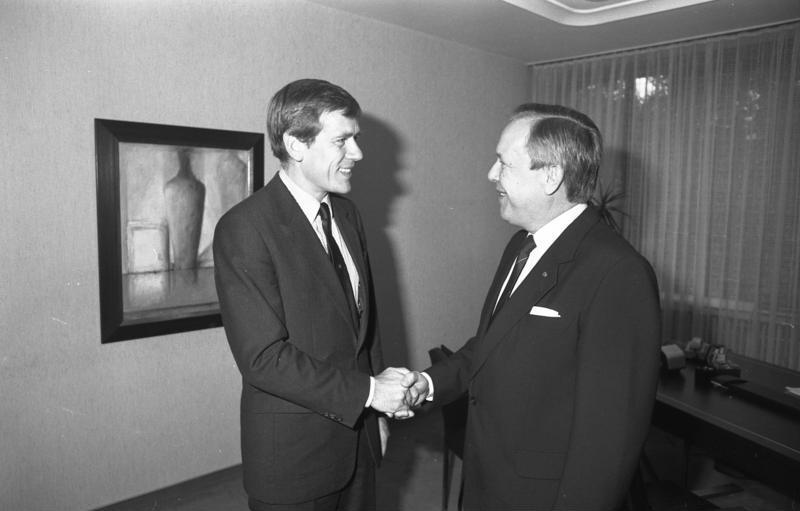
Georg Freiherr von Waldenfels (links)
9. Georg Freiherr von Waldenfels (* 27. Oktober 1944 in Hof)
ehemaliger Staatsminister, Manager und Sportfunktionär
Verleihung am 27. Oktober 2000

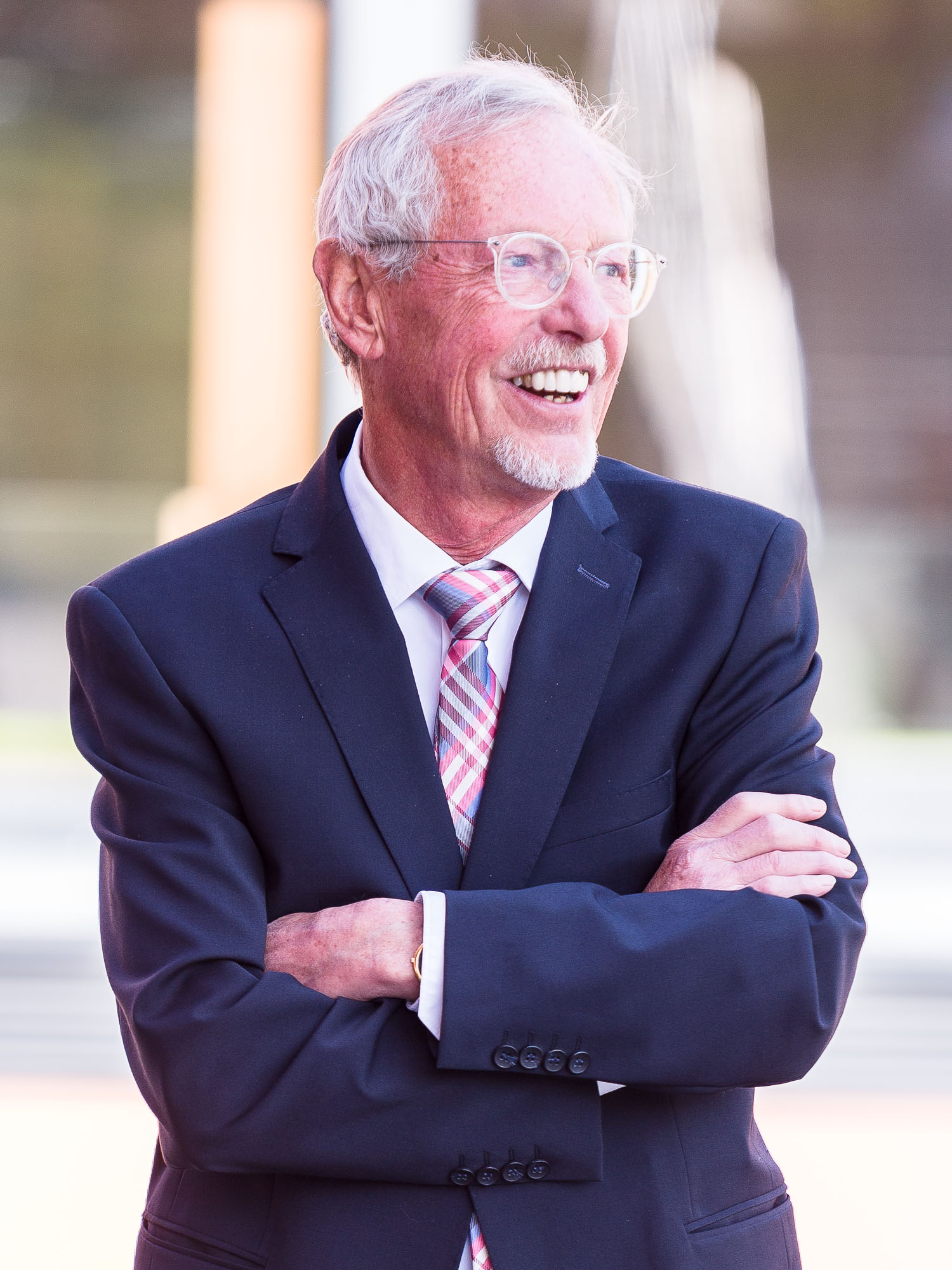
Dieter Döhla
10. Dieter Döhla (* 28. März 1944 in Stammbach)
Jurist, Politiker (SPD), ehemaliger Oberbürgermeister
Döhla war von 1988 bis 2006 Oberbürgermeister der Stadt. In dieser Zeit habe er seine ganze Kraft der Fortentwicklung Hofs gewidmet. Eine Vielzahl von Projekten, die heute das Gesicht der Stadt prägen, sind auf Dauer mit seinem Wirken verbunden.[1]
Verleihung am 9. April 2009
11. Heinz Badewitz (* 1941 in Hof; † 10. März 2016 in Graz)
Gründer und Leiter der Internationalen Hofer Filmtage
Mit der Verleihung der Ehrenbürgerschaft dankte die Stadt Badewitz, dass sich die Hofer Filmtage zu einem der renommiertesten und traditionsreichsten Filmfestivals in Deutschland entwickelten. Der Stadt Hof habe er hierdurch eine alljährlich wiederkehrende medienwirksame Plattform nicht nur in der Fachwelt, sondern auch in der deutschen und internationalen Öffentlichkeit geschaffen.[2]
Verleihung am 4. November 2009
12. Wilfried Anton (* 17. November 1940 in Prohorsch, Kreis Luditz)
Ehrenpräsident des Bayerischen Musikrats, langjähriger Intendant der Hofer Symphoniker, ehemaliger ehrenamtlicher Bürgermeister
Verleihung am 4. Juli 2014

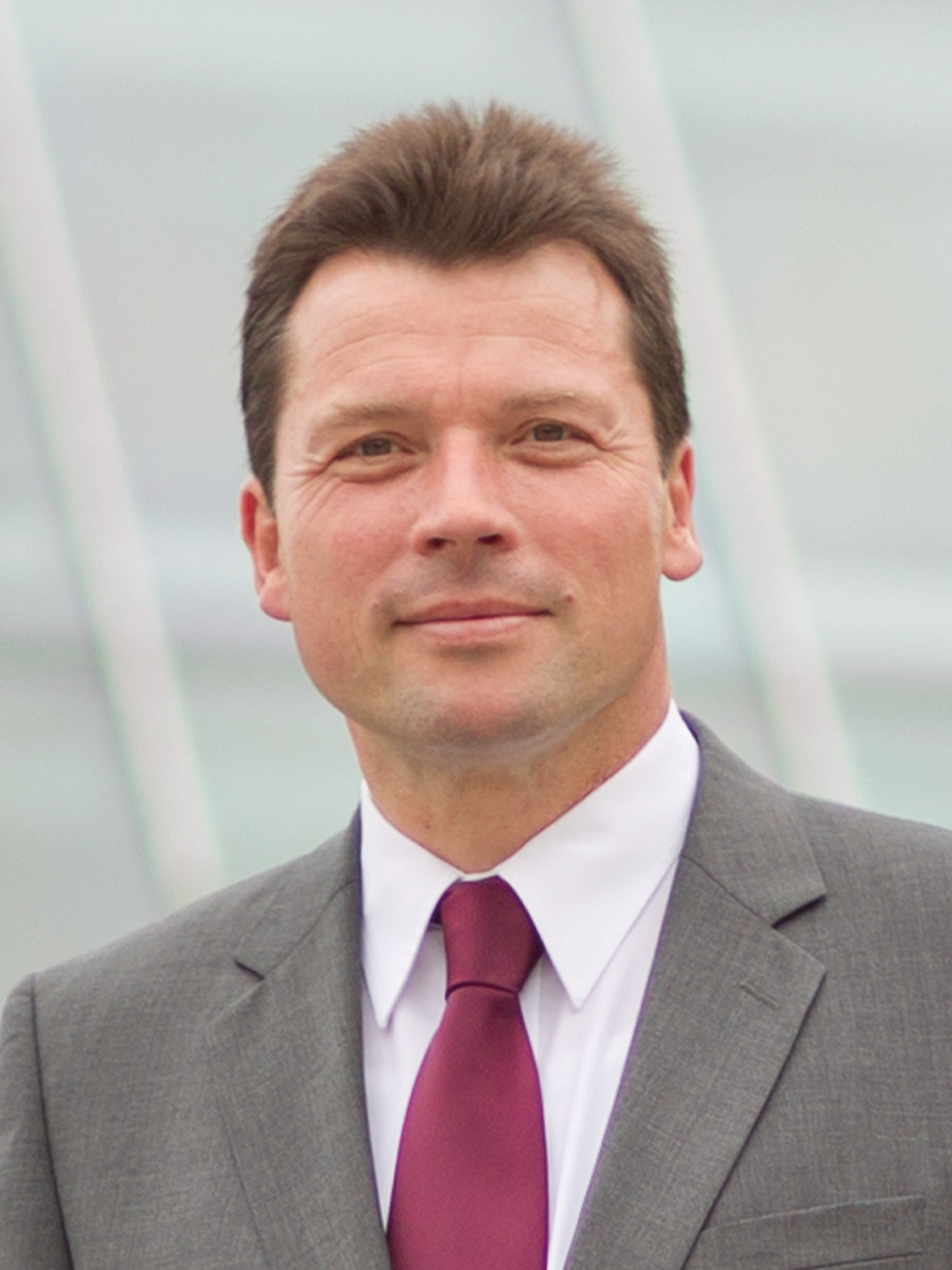
Harald Fichtner
13. Harald Fichtner (* 18. Oktober 1965 in Hof)
Rechtsanwalt, Politiker (CSU), ehemaliger Oberbürgermeister, Hochschullehrer
Fichtner war von 2006 bis 2020 Oberbürgermeister der Stadt Hof
Verleihung am 31. Mai 2023[3]
14. Eberhard Siller (* 7. November 1947 in Coburg)
Jurist, Politiker (CSU), ehemaliger Bürgermeister, Oberstaatsanwalt
Siller war von 1996 bis 2020 Bürgermeister der Stadt Hof
Verleihung am 20. November 2023[4]

Außerdem waren Paul von Hindenburg (Verleihung am 29. März 1933), Adolf Hitler (Verleihung am 29. März 1933) und Hans Schemm (Verleihung am 5. März 1935) zu Ehrenbürgern ernannt worden. Die Ehrungen Hitlers und Schemms wurden im Juni 2007 offiziell durch einen Stadtratsbeschluss wieder aberkannt, die Ehrung Hindenburgs laut Stadtratsbeschluss im Februar 2017.

## Quelle
- Ehrungen der Stadt Hof
- Hofer Ehrenbürger, in: Frankenpost, 5. November 2009